# NGC 6625
NGC 6625 ist ein offener Sternhaufen im Sternbild Schütze.
Entdeckt wurde das Objekt am 31. Juli 1826 von John Herschel.